# Station Elze (Han)
Station Elze (Han) (Bahnhof Elze (Han)) is een spoorwegstation in de Duitse plaats Elze, in de deelstaat Nedersaksen. Het station ligt aan de spoorlijnen Hannover - Kassel en Elze - Löhne. Daarnaast begon hier de spoorlijn naar Bodenburg, maar deze is opgebroken.

## Indeling
Het station heeft drie perrons, één zijperron en twee eilandperrons, in totaal vijf perronsporen. De perrons zijn deels overkapt en te bereiken vanaf een voetgangerstunnel, de voetgangerstunnel heeft naast trappen ook liften. De voetgangerstunnel komt uit op het stationsplein. Hier bevinden zich een parkeerterrein, fietsenstalling, taxistandplaats en bushalte. Daarnaast staat hier het stationsgebouw van Elze, maar deze wordt niet meer als dusdanig gebruikt.

## Verbindingen
De volgende treinserie doet het station Elze (Han) aan. Het station wordt ook bedient door enkele Intercity's.
| Serie | Treinsoort                  | Route | Bijzonderheden                                          |
| ----- | --------------------------- | --- | ------------------------------------------------------- |
| RE 2  | Regional-Express (metronom) | Uelzen – Celle – Hannover Hbf – Nordstemmen – Elze (Han) – Alfeld (Leine) – Kreiensen – Northeim (Han) – Göttingen |                                                         |
| RB 77 | Regionalbahn (NordWestBahn) | Bünde (Westf) – Löhne (Westf) – Hamelen – Elze (Han) – Nordstemmen – Hildesheim Hbf                                | Weser-Bahn 1x per twee uur in het weekend Bünde - Löhne |